# 太史令
太史令（たいしれい）は、中国歴代に設置された役職の一つである太史寮の長官。秦代以来、置かれるようになった。
太史は三代以来の官名であり、政務を総括する三公（前漢では丞相、太尉、御史大夫）の下にあって行政を分掌する九卿の一つである太常（宗廟、礼儀を司る）の属官であり、天文・暦法や祭祀と国家の文書の起草や典籍・歴史を司った。秩禄六百石。
六朝以後は、史官としての職責を担うことはなくなり、ただ天文・暦法のみを職掌とした。
明・清代になると、史書の編纂を職掌とした翰林院が太史と別称されるようになった。